# Suture zygomatico-maxillaire
La suture zygomatico-maxillaire (ou suture infra-orbitaire) est la suture crânienne qui relie la face interne de l'os zygomatique à la face antérieure du corps du maxillaire.